# Castelsarrasin
Castelsarrasin är en kommun i departementet Tarn-et-Garonne i regionen Occitanien i södra Frankrike. Kommunen är chef-lieu över 2 kantoner som tillhör arrondissementet Castelsarrasin. År 2022 hade Castelsarrasin 14 335 invånare.

## Befolkningsutveckling
Antalet invånare i kommunen Castelsarrasin
| Referens: INSEE |